# Kamil Zajkowski
Kamil Zajkowski (27 de mayo de 1991) es un deportista polaco que compitió en remo. Ganó una medalla de bronce en el Campeonato Europeo de Remo de 2011, en la prueba de cuatro scull.

## Palmarés internacional
| Campeonato Europeo | Campeonato Europeo | Campeonato Europeo | Campeonato Europeo |
| Año                | Lugar              | Medalla            | Prueba             |
| ------------------ | ------------------ | ------------------ | ------------------ |
| 2011               | Plovdiv (Bulgaria) | Medalla de bronce  | Cuatro scull       |